# 紀元前319年
紀元前319年（きげんぜん319ねん）は、ローマ暦の年である。
当時は、「ルキウス・パピリウス・クルソルとクィントゥス・アウリウス・ケッレタヌスが共和政ローマ執政官に就任した年」として知られていた（もしくは、それほど使われてはいないが、ローマ建国紀元435年）。紀年法として西暦（キリスト紀元）がヨーロッパで広く普及した中世時代初期以降、この年は紀元前319年と表記されるのが一般的となった。

## 他の紀年法
- 干支 : 壬寅
- 日本
  - 皇紀342年
  - 孝安天皇74年
- 中国
  - 周 - 慎靚王2年
  - 秦 - 恵文王6年
  - 楚 - 懐王10年
  - 斉 - 宣王元年
  - 燕 - 燕王噲2年
  - 趙 - 武霊王7年
  - 魏 - 恵王後元16年
  - 韓 - 宣恵王14年
- 朝鮮
  - 檀紀2015年
- ベトナム :
- 仏滅紀元 : 226年
- ユダヤ暦 :

## できごと

### マケドニア王国
- アテナイの演説者で外交官のデマデスは、マケドニア王国の裁判所に送られたが、マケドニア王国の摂政アンティパトロスかその息子カッサンドロスのどちらかが、デマデスが前の摂政ペルディッカスと密通していたことを知っていたため、死刑となった。
- アンティパトロスは病気になり、マケドニア王国の摂政の地位を息子のカッサンドロスではなく、ポリュペルコンに引き継がせ、すぐに死亡した。
- カッサンドロスは、ポリュペルコンを新しい摂政と認めなかった。フリギアの支配者アンティゴノス1世及びリュシマコスのプトレマイオス1世の支援を得て、カッサンドロスはマケドニア王国を攻撃した。
- カルディアのエウメネスは、摂政ポリュペルコンと同盟を結んだ。彼は何とかノラの包囲から逃れ、彼の軍はすぐにシリアやフェニキアを脅かすようになった。ポリュペルコンはエウメネスを小アジアの王族将軍であると認めた。
- アレクサンドロス3世の未亡人ロクサネは、エピロスでアレクサンドロス3世の母オリュンピアスに合流した。

### 中国
- 秦が魏を攻撃し、鄢を奪った。
- 魏の恵王が死去し、襄王が即位した。

## 誕生
- アンティゴノス2世 - マケドニア王（紀元前239年没）
- ピュロス - エピロス王（紀元前272年没）

## 死去
- アンティパトロス - マケドニア王国の将軍、摂政（紀元前397年生）
- 恵王 - 魏の君主